# معرتجه شاپسترا
معرتجه شاپسترا (انگلیسی: Maartje Scheepstra؛ زادهٔ ۱ آوریل ۱۹۸۰) بازیکن هاکی روی چمن اهل پادشاهی هلند است.